# Parque natural de la Sierra de Baza
El Parque Natural Sierra de Baza está situado al nordeste de la provincia de Granada, limitando con la provincia de Almería y formando con los relieves de las Sierras de los Filabres la continuación hacia el este de las cordillera béticas. Ubicado en un entorno semiárido de la Hoya de Baza, y caracterizado por unas precipitaciones escasas y de distribución irregular, se eleva el macizo montañoso de la Sierra de Baza hasta superar los 2200 m s. n. m., siendo el Calar de Santa Bárbara con 2269 m s. n. m. la cumbre de este parque natural, que fue declarado espacio natural protegido por la Ley 2/1989, de 18 de julio, por la que se aprueba el Inventario de Espacios Naturales Protegidos de Andalucía y se establecen medidas adicionales para su protección, contando con una extensión total de 53 649 ha, distribuida entre los términos municipales de Baza, Dólar, Gor, Caniles y Valle de Zalabí.

## Clima
En la sierra hay una mayor humedad, y se registran unas precipitaciones sensiblemente superiores a la de los terrenos de la altiplanicie que la circunda, haciendo de este lugar lo que con acierto ha sido definido como isla bioclimática, en la que su carácter montañoso, junto con su gran extensión, producen una elevada heterogeneidad, que hace de este espacio natural un lugar de gran riqueza y variedad botánica y faunística. En él, el paisaje, particularmente modelado por el hombre, que ha habitado este lugar desde hace al menos 7000 años, constituye un elemento fundamental y definidor, confiriéndole una identidad propia como territorio.
El microclima reinante en este entorno serrano permite que junto a la vegetación esclerófila propia del monte mediterráneo, se localice otra vegetación residual de épocas más húmedas, como ocurre con los acerales, unos bosques caducifolios que podemos encontrar en los valles más húmedos de la zona caliza del parque, en los que se localizan casi 1500 especies de plantas diferentes, muchas de ellas endémicas y de gran belleza como el narcissus nevadensis, la genciana, que crece en prados húmedos muy localizados, primaveras y un largo etcétera. Aun cuando la verdadera joya botánica de esta Sierra de Baza es el pino silvestre, del que los ejemplares de la Sierra de Baza, junto con los de Sierra Nevada, son los bosques autóctonos de esta especie de distribución más meridional en España.

## Flora
Uno de los paisajes más singulares y peculiares de esta Sierra es el de sus bosques de galería, que a modo de venas de vida, destacan entre las inmensas extensiones de pinar de reforestación. La vegetación natural de estos sotos y ribera forma parte del ambiente atlántico y centroeuropeo, que está integrada por flora eurosiberiana, delatada por su carácter caducifolio, y que en lugares con clima típicamente mediterráneo, como la Sierra de Baza, está condicionada a la presencia de agua abundante. De modo que bosques de ribera mediterráneos, como estos, rodeados de una zona especialmente árida, en la que como hemos significado apenas se superan los 350 mm anuales, constituyen comunidades relicticas o residuales de aquellos bosques caducifolios postwümienses, inmersos en un paisaje xerofítico, de modo que constituyen formaciones vegetales intrazonales de singular valor ecológico, en la que destaca la presencia de sauces y otras especies de ribera como álamos blancos, el álamo temblón, con sus inconfundibles y características hojas rojas en otoño y especialmente álamos negros (Populus nigra), que alcanzan un gran tamaño y grosor en esta sierra.

## Fauna
La actual fauna de mamíferos, es la propia de los ecosistemas mediterráneos, estando catalogadas un total de 37 especies de mamíferos, de las que hay que resaltar el grupo de los quirópteros, ya que suponen un núcleo de alta diversidad que cuenta con 12 especies catalogadas en espacio natural protegido, en una lista que no está cerrada: Rhinolophus ferrumequinum, Rhinolophus hipposideros, Rhinolophus euryale, Myotis emarginata, Myotis nattereri, Myotis myotis, Pipistrellus pipistrellus, Pipistrellus pygmaeus, Hypsugo savii, Plecotus austriacus, Barbastella barbastellus y Miniopterus schreibersii. 
Existen mamíferos de interés cinegético, tales como el conejo (Oryctolagus cuniculus), el ciervo (Cervus elaphus) y la liebre (Lepus granatensis). La cabra montés (Capra pyrenaica) fue reintroducida en los años ochenta.
Las aves es otro grupo que está también muy bien representado en el Parque, con más de 100 especies, distribuidas del siguiente modo: sedentarias (63), estivales (29), invernantes (8), de paso (4), y que conforman al catálogo de aves presentes en esta zona.